# يوككا فالي (كاليفورنيا)
يوككا فالي (بالإنجليزية: Yucca Valley)‏ هي إحدى مدن مقاطعة سان بيرناردينو، كاليفورنيا. تم إعطاءها لقب مدينة في 27 نوفمبر، 1991.

## التركيبة السكانية
حدّد مكتب تعداد الولايات المتحدة بيانات التركيبة السكانية ليوككا فالي في تعداد الولايات المتحدة. في ما يلي، التركيبة السكانية حسب تعدادي 2000 و2010.

### تعداد عام 2000
بلغ عدد سكان يوككا فالي 16,865 نسمة بحسب تعداد عام 2000، وبلغ عدد الأسر 6,949 أسرة وعدد العائلات 4,487 عائلة مقيمة في البلدة. في حين سجلت الكثافة السكانية 163.5 نسمة لكل كيلومتر مربع (423.5/ميل2). وبلغ عدد الوحدات السكنية 7,952 وحدة بمتوسط كثافة قدره 77.1 لكل كيلومتر مربع (199.7/ميل2).
وتوزع التركيب العرقي للبلدة بنسبة 87.26% من البيض و2.25% من الأمريكيين الأفارقة و1.35% من الأمريكيين الأصليين و1.29% من الأمريكيين ذوي الأصول الآسيوية و0.30% من سكان جزر المحيط الهادئ و4.58% من الأعراق الأخرى و2.98% من عرقين مختلطين أو أكثر و11.40% من الهسبانيون أو اللاتينيون من أي عرق.
بلغ عدد الأسر 6,949 أسرة كانت نسبة 31% منها لديها أطفال تحت سن الثامنة عشر تعيش معهم، وبلغت نسبة الأزواج القاطنين مع بعضهم البعض 47.1% من أصل المجموع الكلي للأسر، ونسبة 13% من الأسر كان لديها معيلات من الإناث دون وجود شريك، بينما كانت نسبة 4.4% من الأسر لديها معيلون من الذكور دون وجود شريكة وكانت نسبة 35.4% من غير العائلات. تألفت نسبة 30% من أصل جميع الأسر من عدة أفراد يعيشون في نفس المنزل ونسبة 16.5% كانت تتألف من شخص يعيش بمفرده يبلغ من العمر 65 عاماً أو أكثر. وبلغ متوسط حجم الأسرة المعيشية 2.38، أما متوسط حجم العائلات فبلغ 2.94.
بلغ العمر الوسطي للسكان 41.6 عاماً. وكانت نسبة 25.1% من القاطنين تحت سن الثامنة عشر، وكانت نسبة 6.9% بين الثامنة عشر والرابعة والعشرين عاماً، ونسبة 22.5% كانت واقعةً في الفئة العمرية ما بين الخامسة والعشرين والرابعة والأربعين عاماً، ونسبة 22.3% كانت ما بين الخامسة والأربعين والرابعة والستين، ونسبة 21.4% كانت ضمن فئة الخامسة والستين عاماً فما فوق. يوجد لكل 100 أنثى 91.8 ذكر، ويوجد لكل 100 أنثى في الثامنة عشر من عمرها فما فوق 86.3 ذكر.
بلغ متوسط دخل الأسرة في البلدة 30,420 دولارًا، أما متوسط دخل العائلة فبلغ 36,650 دولارًا. وكان متوسط دخل الذكور 35,037 دولارًا مقابل 25,234 دولارًا للإناث. وسجل دخل الفرد الخاص بالبلدة 16,020 دولارًا. وكانت نسبة 16.2% من العائلات ونسبة 19.5% من السكان تحت خط الفقر، وكان من هؤلاء نسبة 27.4% تحت سن الثامنة عشر ونسبة 9.3% في الخامسة والستين من العمر وما فوق.

### تعداد عام 2010
بلغ عدد سكان يوككا فالي 20,700 نسمة بحسب تعداد عام 2010، وبلغ عدد الأسر 8,274 أسرة وعدد العائلات 5,254 عائلة مقيمة في البلدة. في حين سجلت الكثافة السكانية 200.7 نسمة لكل كيلومتر مربع (519.8/ميل2). وبلغ عدد الوحدات السكنية 9,558 وحدة بمتوسط كثافة قدره 92.7 لكل كيلومتر مربع (240.1/ميل2).
وتوزع التركيب العرقي للبلدة بنسبة 83.48% من البيض و3.22% من الأمريكيين الأفارقة و1.12% من الأمريكيين الأصليين و2.27% من الأمريكيين ذوي الأصول الآسيوية و0.21% من سكان جزر المحيط الهادئ و5.72% من الأعراق الأخرى و3.98% من عرقين مختلطين أو أكثر و17.77% من الهسبانيون أو اللاتينيون من أي عرق.
بلغ عدد الأسر 8,274 أسرة كانت نسبة 30.4% منها لديها أطفال تحت سن الثامنة عشر تعيش معهم، وبلغت نسبة الأزواج القاطنين مع بعضهم البعض 44.2% من أصل المجموع الكلي للأسر، ونسبة 13.5% من الأسر كان لديها معيلات من الإناث دون وجود شريك، بينما كانت نسبة 5.8% من الأسر لديها معيلون من الذكور دون وجود شريكة وكانت نسبة 36.5% من غير العائلات. تألفت نسبة 28.8% من أصل جميع الأسر من عدة أفراد يعيشون في نفس المنزل ونسبة 14.1% كانت تتألف من شخص يعيش بمفرده يبلغ من العمر 65 عاماً أو أكثر. وبلغ متوسط حجم الأسرة المعيشية 2.48، أما متوسط حجم العائلات فبلغ 3.03.
بلغ العمر الوسطي للسكان 40.6 عاماً. وكانت نسبة 23.9% من القاطنين تحت سن الثامنة عشر، وكانت نسبة 8.6% بين الثامنة عشر والرابعة والعشرين عاماً، ونسبة 22.6% كانت واقعةً في الفئة العمرية ما بين الخامسة والعشرين والرابعة والأربعين عاماً، ونسبة 26.5% كانت ما بين الخامسة والأربعين والرابعة والستين، ونسبة 18.5% كانت ضمن فئة الخامسة والستين عاماً فما فوق. وتوزع التركيب الجنسي للسكان بنسبة 48.6% ذكور و51.4% إناث.

## المناخ
يظهر الجدول التالي التغييرات المناخية على مدار السنة ليوككا فالي:
| البيانات المناخية لـيوككا فالي    | البيانات المناخية لـيوككا فالي | البيانات المناخية لـيوككا فالي | البيانات المناخية لـيوككا فالي | البيانات المناخية لـيوككا فالي | البيانات المناخية لـيوككا فالي | البيانات المناخية لـيوككا فالي | البيانات المناخية لـيوككا فالي | البيانات المناخية لـيوككا فالي | البيانات المناخية لـيوككا فالي | البيانات المناخية لـيوككا فالي | البيانات المناخية لـيوككا فالي | البيانات المناخية لـيوككا فالي | البيانات المناخية لـيوككا فالي |
| الشهر                             | يناير                          | فبراير                         | مارس                           | أبريل                          | مايو                           | يونيو                          | يوليو                          | أغسطس                          | سبتمبر                         | أكتوبر                         | نوفمبر                         | ديسمبر                         | المعدل السنوي                  |
| --------------------------------- | ------------------------------ | ------------------------------ | ------------------------------ | ------------------------------ | ------------------------------ | ------------------------------ | ------------------------------ | ------------------------------ | ------------------------------ | ------------------------------ | ------------------------------ | ------------------------------ | ------------------------------ |
| متوسط درجة الحرارة الكبرى °ف (°م) | 61.1 (16.2)                    | 61.1 (16.2)                    | 69.1 (20.6)                    | 74.4 (23.6)                    | 86.3 (30.2)                    | 92.3 (33.5)                    | 102.0 (38.9)                   | 99.0 (37.2)                    | 95.8 (35.4)                    | 80.1 (26.7)                    | 70.1 (21.2)                    | 58.3 (14.6)                    | 79.13 (26.18)                  |
| متوسط درجة الحرارة الصغرى °ف (°م) | 38.5 (3.6)                     | 38.8 (3.8)                     | 40.2 (4.6)                     | 44.4 (6.9)                     | 54.1 (12.3)                    | 59.9 (15.5)                    | 71.6 (22.0)                    | 67.5 (19.7)                    | 64.1 (17.8)                    | 52.8 (11.6)                    | 43.9 (6.6)                     | 36.3 (2.4)                     | 51.01 (10.56)                  |
| الهطول إنش (مم)                   | 0.7 (18)                       | 0.5 (13)                       | 0.4 (10)                       | 0.1 (2.5)                      | 0.2 (5.1)                      | 0 (0)                          | 0.3 (7.6)                      | 0.4 (10)                       | 0.4 (10)                       | 0.4 (10)                       | 0.6 (15)                       | 0.8 (20)                       | 4.8 (120)                      |
| المصدر: Weatherbase               |                                |                                |                                |                                |                                |                                |                                |                                |                                |                                |                                |                                |                                |

## أعلام
- جبريل غرين
- ليليان مايلز
- دوني همفري
- اومي فيديا
- جوديث ألين